# Miroslav Mareš
Miroslav Mareš, (* 8. dubna 1974 Brno) je brněnský politolog, který se zaměřuje na terorismus, pravicový i levicový extremismus, systémy politických stran v západoevropských zemích a fotbalové chuligánství.

## Životopis
Miroslav Mareš vystudoval práva na Právnické fakultě Masarykovy univerzity v Brně (1999) a politologii na Filozofické fakultě Masarykovy univerzity v Brně (1997). Od roku 1997 do současnosti (2024) pracuje jako vyučující na Fakultě sociálních studií Masarykovy univerzity, v letech 2001–2008 byl soudním znalcem v oboru politologie. Přednáší také na Vysoké škole politických a společenských věd. Je členem Institutu pro srovnávací politologický výzkum FSS MU, Mezinárodního politologického ústavu MU a České společnosti pro politické vědy a redaktor politologického časopisu Rexter. Je často citován v českých médiích v souvislosti s problematikou extremismu. V současnosti je vedoucím Oddělení bezpečnostních a strategických studií katedry politologie FSS MU a také členem European Expert Network on Terrorism Issues.
Miroslav Mareš byl aktivním členem Mladých konzervativců a jeho politická angažovanost mu vynesla[zdroj?] i předsednictví v Radě České televize, kde působil i v době krize v České televizi, v jejímž rámci stál jednoznačně proti „vzbouřencům“.

## „Kauza Hamburk“
V době krize v České televizi vystoupili dva studenti, Jan Cieslar a Petr Koura, kteří byli s Marešem na zahraničním studijním pobytu v Haus Rissenu (Institut für Politik und Wirtschaft) v Hamburku, s prohlášením, že Miroslav Mareš během pobytu v Hamburku hajloval a zpíval nacistické písně. Na jeho obranu se postavil Vladimír Srb, tehdejší vědecký tajemník České společnosti pro politické vědy, který prohlásil, že zveřejňování takovýchto informací z privátní sféry je krajně neetické a že se na onom pobytu „ani jeden student nechoval zcela asketicky tak, aby mu to v budoucnu nemohlo být připomenuto“.
Následovalo prohlášení Jan Cieslara, Petra Koury a dalších dvou účastníků pobytu, kteří prohlásili, že k onomu jednání nedocházelo na veřejnosti a „jakékoliv chování kolegy Mareše, nás nebo ostatních účastníků, které se týkalo výše zmíněné problematiky, nemělo nikdy cíl ideologický, propagační či nenávistný“.

## Vybrané publikace
- Fiala, Petr – Mareš, Miroslav. Programatika politických stran. Politologický časopis, Brno: Mezinárodní politologický ústav Masarykovy univerzity, 1998, 1s. 5-20. ISSN 1211-3247. 1998
- Fiala, P., Mareš, M. (ed.): Křesťanské a konzervativní strany a evropská integrace. Mezinárodní politologický ústav Masarykovy univerzity v Brně, Brno 1999.
- Fiala, P., Holzer, J., Mareš, M., Strmiska, M.: Komunismus v České republice. Mezinárodní politologický ústav Masarykovy univerzity v Brně, Brno 1999
- Dančák B., Mareš M.: Zahraniční politika politických stran v České republice, Maďarsku, Polsku a na Slovensku, Brno : Masarykova univerzita – Vydavatelství, 2001, 121 s. ISBN 80-210-2354-6
- Fiala, P., Mareš, M.: Evropské politické strany. Brno : Masarykova univerzita – Vydavatelství, 2002, 158 s. ISBN 80-210-2741-X
- Mareš, M. Pravicový extremismus a radikalismus v ČR. 1. vyd. Brno : Barrister & Principal Centrum strategických studií, 2003. 655 s. ISBN 80-86598-45-4
- Kopeček L., Mareš M., Pečínka P. a Strmiska M.: Etnické a regionální strany v ČR po roce 1989. 1. vyd. Brno : Centrum pro studium demokracie a kultury (CDK), 2003, 240 s. ISBN 80-7325-026-8
- Mareš, M. – Smolík, J.. – Suchánek, M. (2004): Fotbaloví chuligáni : evropská dimenze subkultury, Brno: Centrum strategických studií a Barrister & Principal.
- Mareš, Miroslav. Ekoterorismus v České republice. Rexter – časopis pro výzkum radikalismu, extremismu a terorismu, Brno : Centrum strategických studií, 2, 1, od s. 1-40, 40 s. ISSN 1214-7737. 2004
- Kopeček L.,Mareš M., Pečínka P. a Stýskalíková V.: Etnické menšiny a česká politika. Analýza stranických přístupů k etnické a imigrační poliice po roce 1989 Brno : Centrum pro studium demokracie a kultury (CDK), 2004, 140 s. ISBN 80-7325-050-0
- Mareš, Miroslav. Nezávislé a „antistranické“ strany a hnutí. In Malíř, Jiří – Marek, Pavel. Politické strany. Vývoj politických stran a hnutí v českých zemích a na Slovensku, 1861-2004. 1. vyd. Brno : Doplněk, 2005. od s. 1653-1665, 12 s. II. díl. ISBN 80-7239-179-8
- Mareš, Miroslav. Terorismus v ČR. 1. vyd. Brno : Centrum strategických studií, 2005. 476 s. CSS 1. ISBN 80-903333-8-9
- Mareš Miroslav. Zbrojní politika Evropské unie, 1. vyd. Brno: Mezinárodní politologický ústav Masarykovy univerzity, 2006, 92 s. ISBN 80-210-4120-X
- Kocmanová M., Mareš M., Musilová H. a Ogrocký J.: Právo a logika, Brno : Barrister & Principal, 2006, ISBN 80-7364-003-1
- Fiala P., Mareš M. a Sokol P. Eurostrany. Politické strany na evropské úrovni, 1. vyd. Brno: Barrister & Principal, 2007, 272 s. ISBN 978-80-87029-05-3
- Martin Bastl, Miroslav Mareš, Josef Smolík, Petra Vejvodová: Krajní pravice a krajní levice v ČR. Praha: Grada Publishing, 2011.
- Mareš, Miroslav. Romský extremismus v ČR? Analýza pojmu a možnosti jeho aplikace. Rexter – časopis pro výzkum radikalismu, extremismu a terorismu, X, 2, s. 1-40, 2012.  Archivováno 12. 6. 2017 na Wayback Machine.